# 小笠山
小笠山（おがさやま）は、静岡県に立地する山。

## 概要
静岡県の西部、掛川市と袋井市にまたがる標高264.8mの山である。

## 周辺の施設
- 小笠山総合運動公園
  - エコパスタジアム
- 静岡理工科大学
- 法多山尊永寺
- 小笠神社
- 小笠山砦